# Reinhold Anrep
Reinhold Anrep, född 1652 på Åkerby i Knista socken, död där 5 november 1686, var en svensk militär och godsägare.
Han var son till överstelöjtnanten Gustaf Anrep (1616–1666) och Christina Siöblad (1620–1671) samt bror till Gustaf Anrep (1650–1700). Han var från 1668 gift med Brigitta Graan (1645–1714) som var dotter till landshövdingen Johan Graan (1610–1679). 
Anrep blev fänrik vid Närkes och Värmlands regemente 1657 och löjtnant där 1659. Han fick 1660 genom ett kungligt brev tillstånd att med bibehållande av sin lön vistas och söka sig en tjänst utomlands för att studera
fortifikationen. Han blev löjtnant vid Bernt Lyttkes kompani 1662 och kapten  och kompanichef för Örebro kompani 1667 samt major 1675. Anrep erhöll avsked 1676. Han var under sin militära tjänstetid under en period placerad i skeppsflottan och skadade sig där så allvarligt att han i nästan åtta år efter att han lämnat sin tjänst tvingades vara sängliggande. Som godsägare drev han gårdarna Åkerby och Lekeberga. Anrep är begraven i Kils kyrka. I kyrkans södra korsarm finns en snidad och målad vapensköld med ätten Anreps sköldmärke med en mankam. I tornet finns 16 begravningsvapen för släkten Anrep. Släkten Anrep äger även en gravkammare under södra korsarmen.